# Ahmad Milidżi Abd al-Karim
Ahmad Milidżi Abd al-Karim (arab. أحمد مليجي عبدالكريم) – egipski zapaśnik walczący w stylu klasycznym. Srebrny medalista igrzysk afrykańskich w 1978. Mistrz Afryki w 1979. Czwarty na igrzyskach śródziemnomorskich w 1979 roku.